# Список малых базилик Словении
Список малых базилик Словении представляет собой список католических церквей Словении, которым присвоен титул малой базилики. Этот почётный титул присваивается римским папой в ознаменование древности церкви, её исторической важности или значимости как паломнического центра.
По состоянию на 2016 год в Словении семь базилик.
| № | Город       | Название по-русски                     | Название по-словенски               | Год основания              | Дата присвоения титула | Фото | Координаты                      |
| - | ----------- | -------------------------------------- | ----------------------------------- | -------------------------- | ---------------------- | ---- | ------------------------------- |
| 1 | Света Гора  | Базилика Успения Пресвятой Девы Марии  | Bazilika Marijinega vnebovzetja     | 1928                       | 28 апреля 1906         |      | 45°59′29″ с. ш. 13°39′28″ в. д. |
| 2 | Марибор     | Базилика Девы Марии, Матери Милосердия | Bazilika Marije, Matere Usmiljenja  | 1900                       | 7 ноября 1906          |      | 46°33′36″ с. ш. 15°39′00″ в. д. |
| 3 | Брестаница  | Базилика Девы Марии Лурдской           | Bazilika Lurške Matere Božje        | 1914                       | 28 ноября 1928         |      | 45°59′46″ с. ш. 15°28′37″ в. д. |
| 4 | Стична      | Базилика Божией Матери Скорбящей       | Bazilika Žalostne Matere Božje      |                            | 15 октября 1936        |      | 45°57′25″ с. ш. 14°48′15″ в. д. |
| 5 | Петровче    | Базилика Благовещения Девы Марии       | Bazilika Marijinega obiskanja       |                            | 7 февраля 1984         |      | 46°14′46″ с. ш. 15°11′37″ в. д. |
| 6 | Брезье      | Базилика Девы Марии Помощницы          | Bazilika Marije Pomagaj             | 1900                       | 5 октября 1988         |      | 46°19′44″ с. ш. 14°14′07″ в. д. |
| 7 | Птушка Гора | Базилика Девы Марии Защитницы          | Bazilika Marije Zavetnice s plaščem | конец XIV — начало XV века | 12 августа 2009        |      | 46°21′17″ с. ш. 15°45′41″ в. д. |